# Епархия Линареса (Мексика)
Епархия Линареса (лат. Dioecesis Linarina) — епархия Римско-Католической церкви с центром в городе Линарес, Мексика. Епархия Линареса входит в митрополию Монтеррея. Кафедральным собором епархии Линареса является церковь апостола Филиппа.

## История
Первоначально епархия Линареса была учреждена буллой «Relata semper» Папы Римского Пия VI. Эта епархия была упразднена.
30 апреля 1962 года Папа Римский Иоанн XXIII издал буллу «Proficientibus», которой учредил епархию Линареса, выделив её из архиепархии Монтеррея.

## Ординарии епархии
- епископ Anselmo Zarza Bernal (24.05.1962 — 13.01.1966);
- епископ Antonio Sahagún López (18.07.1966 — 31.10.1973);
- епископ Rafael Gallardo García (11.07.1974 — 21.05.1987);
- епископ Ramón Calderón Batres (12.02.1988 — 19.11.2014);
- епископ Hilario González García (19.11.2014 — 21.11.2020 — назначен епископом Сальтильо);
- епископ César Alfonso Ortega Díaz (27.11.2021 — по настоящее время).